# Johan Lund Olsen
Johan Johannes Lund Olsen (født 13. april 1958 i København) er en grønlandsk politiker. Han var medlem af Grønlands Landsting for Inuit Ataqatigiit fra 1991 til 2009 og grønlandsk minister fra december 2002 til januar 2003 og fra september 2003 til 2006. Han var formand for Landstinget i en periode i 1999, og har været midlertidigt medlem af Folketinget.

## Familie
Johan Lund Olsen er søn af overlærer Louis Olsen (død 2003) og overlærer Ane Lund (død 2014). Hans er bror til politikeren Martha Lund Olsen. I 1986 blev han gift med eskimologen og embedsmanden Lise Lennert (de) (1959-2019), med hvem han har de tre børn. Den 15. august 2014 blev han gift med jordemoderen Margrethe Kruse Jensen (født 1968), datter af Robert Kruse Jensen (død 2013) og hustru Theodora K. Kristiansen.

## Uddannelse og erhverv
Johan Lund Olsen gik på Katedralskolen i Viborg fra 1975 til 1978 og uddannede sig derefter til socialrådgiver på Den Sociale Højskole i Aarhus fra 1980 til 1983. Derefter var han socialarbejder i København indtil 1987, dernæst kollegieinspektør i Sisimiut, fra 1989 afdelingsleder ved Kriminalforsorgen i Grønland og fra 1993 til 1999 rektor for socialrådgiveruddannelsen ved Grønlands Universitet.

## Politisk karriere
Johan Lund Olsen var formand for Inuit Ataqatigiit i Sisimiut fra 1987 til 1991. Ved landstingsvalget i 1987 stillede han for første gang op som 2. stedfortræder for Aqqaluk Lynge i Midtkredsen. Fra 1989 til 1993 sad han i kommunalbestyrelsen i Sisimiut Kommune. Ved folketingsvalget i 1990 stillede han op som 1. stedfortræder for Kiista Lynge Høegh (de).
Han stillede op som kandidat for første gang ved landstingsvalget i 1991 og blev valgt ind i Grønlands Landsting. I begyndelsen af 1993 afløste han Aqqaluk Lynge som formand for Inuit Ataqatigiit. Han blev efterfulgt på posten i 1994 af Josef Motzfeldt.
I 1995 blev han genvalgt til Landstinget.. Ved folketingsvalget i 1998 stillede han for første gang selv op til en plads i Folketinget, men blev ikke valgt.
Han blev genvalgt til Landstinget ved valget i 1999. Fra april til november 1999 var han formand for Landstinget, men blev stemt ud efter en kontrovers om fyring af Landstingets direktør. Fra 2000 til 2003 var han medlem af Den Grønlandske Selvstyrekommission.
I 2002 blev han valgt til Landstinget for fjerde gang og efterfølgende udnævnt til minister for infrastruktur, miljø og boliger i Regeringen Enoksen I i december 2002. Inuit Ataqatigiit trådte ud af regeringen i januar 2003. I september samme år blev der dannet en ny regering med Inuit Ataqatigiit, og Johan Lund Olsen blev minister for erhverv, landbrug og arbejdsmarked i Regeringen Enoksen III.
Han blev igen genvalgt ved landstingsvalget i 2005. Fra 2006 til 2008 var han medlem af Den Grønlandsk-danske Selvstyrekommission, og fra 2007 til 2009 var han sekretariatsleder for den grønlandske fagforening SIK. Han trak sig fra Landstinget i 2009, da han ikke stillede op til genvalg. Samme år blev han politisk rådgiver for Inuit Ataqatigiit, hvilket han forblev indtil 2014.
Johan Lund Olsen stillede igen op til folketingsvalget i 2011 og blev valgt som stedfortræder for Sara Olsvig. Ved parlamentsvalget i Grønland i 2013 var han langt fra at blive valgt. I september 2013, fra oktober til november 2013, fra marts til april 2014 og fra september 2014 til udløbet af valgperioden i maj 2015 var han stedfortræder for Sara Olsvig i Folketinget. Ved folketingsvalget i 2015 blev han stedfortræder for Aaja Chemnitz Larsen. Fra 2017 til 2020 var han sekretariatschef for den grønlandske forfatningskommission (de). Han blev ikke valgt ved parlamentsvalget i 2021. Han var dog i stand til at være suppleant i parlamentet i en uge i slutningen af maj 2022 fra den 12. stedfortræderplads.

## Hæder
Lund Olsen fik den grønlandske fortjenstmedalje Nersornaat i guld den 21. juni 2015. Han er også ridder af Dannebrog.